# Drago Lovrić
Drago Lovrić (Gornji Vukšić, Brčko, 2. prosinca 1961.), hrvatski general, načelnik Glavnog stožera Oružanih snaga Republike Hrvatske od 2011. do 2016.

## Životopis
General zbora Drago Lovrić rođen je 2. prosinca 1961. godine u mjestu Gornji Vukšić u Bosni i Hercegovini. Završio je Vojnu akademiju KoV (rod PZO) 1983. godine. U činu majora dragovoljno se pridružuje Zboru narodne garde Republike Hrvatske u kolovozu 1991. godine. Odmah po dolasku preuzima dužnost stožernog časnika u Zapovjedništvu Operativne zone Zagreb, a 1992. godine imenovan je zapovjednikom 153. brigade. U veljači 1993. postaje zapovjednikom 202. PZO brigade gdje ostaje do srpnja 1994. kada je imenovan načelnikom stožera Zbornog područja Gospić. U veljači 1995. imenovan je zamjenikom zapovjednika ZP Gospić.
Po gašenju ZP Gospić 1996. godine biva imenovan na dužnost zamjenika zapovjednika 1. ZP sa sjedištem u Karlovcu. U rujnu 1998. imenovan je obnašateljem dužnosti zapovjednika 1. Zbornog područja,  a u listopadu 1999. zamjenikom načelnika i obnašateljem dužnosti načelnika Uprave za operativne poslove Glavnog stožera OS RH. Od listopada 2000. pa do veljače 2007. načelnik je Uprave za operativne poslove GS OS RH s prekidom od svibnja 2003. do studenoga 2004. kada se nalazi na školovanju u SAD-u. Od rujna 2007. do veljače 2011. godine vojni je predstavnik RH pri NATO-u i Europskoj uniji. Dana 25. veljače 2011. godine imenovan je načelnikom  Glavnog stožera Oružanih snaga Republike Hrvatske. Odluka je stupila na snagu 1. ožujka 2011. godine.
General zbora Drago Lovrić magistrirao je 2000. godine na Fakultetu političkih znanosti u Zagrebu iz područja međunarodnih odnosa. Završio je Zapovjedno stožernu školu na Hrvatskom vojnom učilištu "Petar Zrinski". Godine 2004. na Sveučilištu nacionalne obrane (NationalDefenseUniversity- NDU) u Washingtonu, SAD, završava Industrial College of Armed Forces te stječe akademsku titulu magistra znanosti iz područja strategije nacionalnih resursa
U srpnju 2012. doktorirao je na Fakultetu političkih znanosti Sveučilišta u Zagrebu, s disertacijom: "Transformacija NATO-a i upravljanje krizama u novom svjetskom poretku".
U čin stožernog brigadira promaknut je 1996., u čin brigadnog generala 2000., u general bojnika 2005.,  u čin general pukovnika 2011. godine, a u čin generala zbora 2013. godine.
Nositelj je sljedećih odlikovanja Republike Hrvatske: Spomenice Domovinskog rata, Spomenice domovinske zahvalnosti za 5 i 10 godina, Reda hrvatskog pletera, Reda hrvatskog trolista, Reda hrvatskog križa, Reda bana Jelačića te Reda kneza Domagoja s ogrlicom. Također je nositelj medalja "Oluja" i "Iznimni pothvat".
Oženjen je i otac dvoje djece.